# David McLane
David B. McLane es un empresario estadounidense, conocido principalmente como promotor de lucha libre y productor de televisión. Fue el creador de GLOW-Gorgeous Ladies of Wrestling y WOW-Women Of Wrestling (reconocidas como WOW! y WOW), ambas series sindicadas a nivel nacional. También creó la serie ESPN de la Liga Mundial de Hockey sobre Patines, Pro Beach Hockey y la Triple Corona de Polo. Todos estos programas se denominan "propiedades" bajo el lema de su empresa, David McLane Enterprises, Inc.

## Primeros años
McLane creció viendo lucha libre profesional en la televisión con sus hermanos mayores y asistía a eventos en vivo en su ciudad natal de Indianápolis. Cuando era adolescente, lanzó el Dick the Bruiser Fan Club, vendiendo fotografías de la estrella de la lucha libre y otros luchadores profesionales locales a través de pedidos por correo. Bruiser trajo a McLane a trabajar en la oficina de la promoción de lucha libre World Wrestling Association (WWA) con sede en Indianápolis de Bruiser. Allí aprendió las cuerdas de la promoción y el marketing, finalmente se convirtió en locutor de ring y comentarista de partidos. McLane asistió a la Universidad de Indiana y se graduó en 1984.
Mientras continuaba trabajando para la WWA, McLane fundó su propia empresa de promoción para promover eventos y conciertos en vivo en todo el Medio Oeste de los Estados Unidos, incluida la presentación en el estadio de Budweiser Country Concert Tour y la comercialización de grupos musicales como New Edition en mercados selectos.

## GLOW
McLane comenzó el primer programa televisivo de lucha libre exclusivamente para mujeres en 1986, Gorgeous Ladies of Wrestling (GLOW). GLOW fue un éxito de índices de audiencia sindicados, logrando índices de audiencia superiores a los de la serie Superstars sindicada de WWF, que se lanzó al mismo tiempo y se mostró con frecuencia en franjas horarias adyacentes en las mismas estaciones. Filmado en una sala de exhibición en el Riviera Hotel and Casino en Las Vegas, el programa obtuvo seguidores de culto. McLane se desempeñó como locutor del ring, locutor en solitario de jugada por jugada y propietario de la empresa.

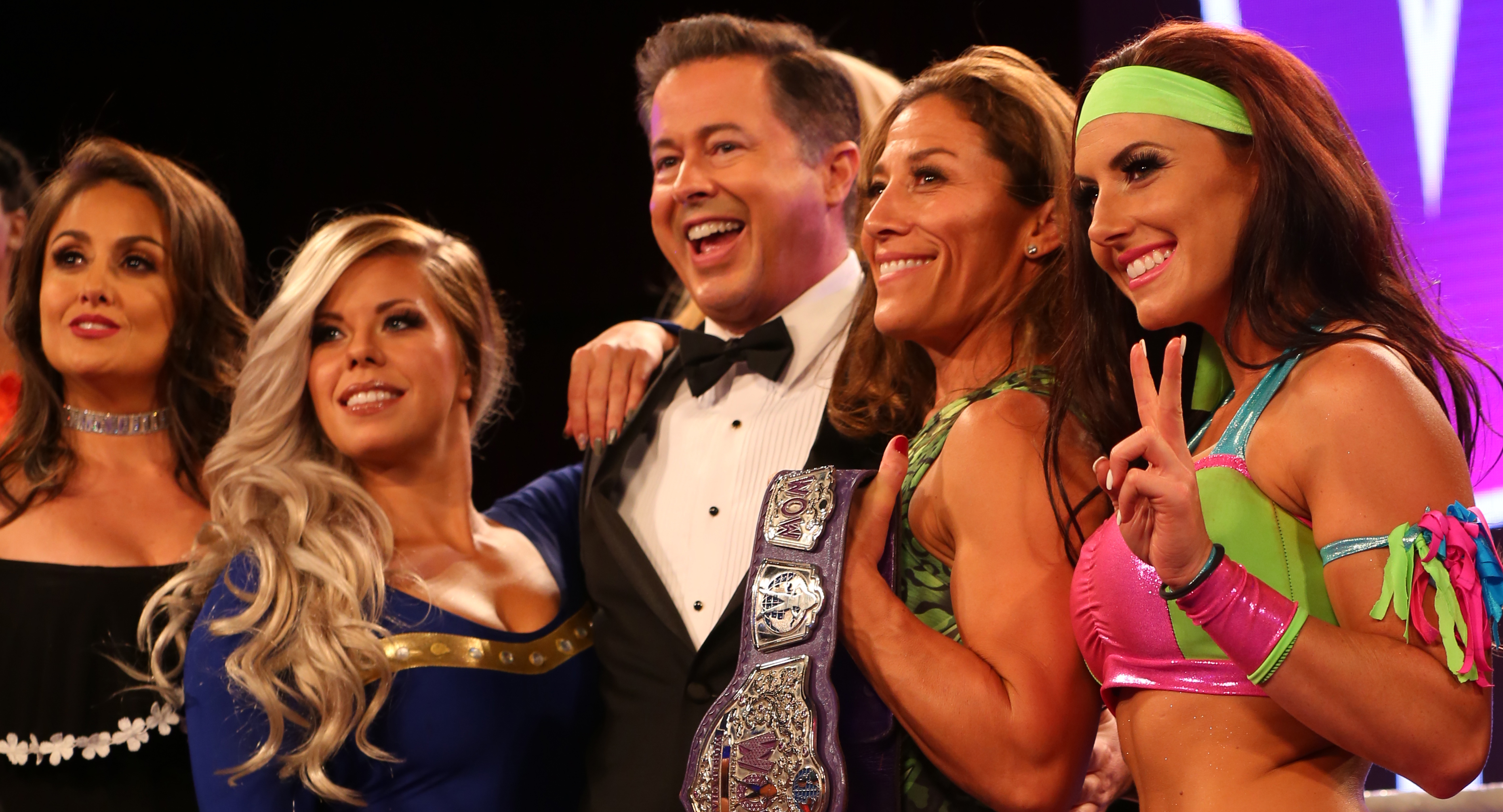
David McLane rodeado de WOW! Superhéroes: Sophia López, abogada y Abilene Maverick a su derecha; Jungle Grrrl con el cinturón de WOW Championship y Santana Garrett a su izquierda

El fuerte seguimiento de culto llevó a Netflix a producir GLOW (serie de televisión) basada en la creación original de McLane. La serie, producida por el creador de Orange Is the New Black, Jenji Kohan, se lanzó el 23 de junio de 2017. La segunda temporada de GLOW de Netflix se lanzó para su transmisión el 29 de junio de 2018. Su cuarta y última temporada se emitirá en el verano de 2020.

## Hockey sobre patines
Después de vender GLOW, McLane se asoció con ESPN para la creación de la Liga Mundial de Hockey sobre Patines (WRHL) en 1992; la primera liga de hockey sobre patines hecha para televisión en los Estados Unidos. Hizo arreglos para que estos eventos fueran patrocinados por Franklin Sports y Walt Disney World, donde el resort organizó los eventos desde sus terrenos de MGM Studios. McLane fusionó la WRHL con otra empresa nueva de hockey sobre patines, Roller Hockey International, e introdujo a Pepsi y Taco Bell en este nicho de mercado deportivo a través del patrocinio de una liga.
En 1997, McLane volvió a asociarse con ESPN para crear Pro Beach Hockey (PBH), con más de 156 horas de programación original para ESPN. Al realizar los eventos en un lugar de playa, sacó el deporte de los estadios cerrados y lo llevó a un entorno al aire libre más accesible. La presentación ha sido comparada con los X Games.

## WOW
En 2000, McLane se aventuró de nuevo a su pasión por la lucha libre femenina y creó la serie de televisión WOW – Women of Wrestling. 
Disparo en el Great Western Forum, ¡WOW! se distribuyó en 100 mercados, convirtiéndose en el programa de lucha libre sindicado número uno en los mercados de la ciudad de Nueva York y Los Ángeles.
McLane y su socia comercial, Jeanie Buss, volvieron a empaquetar WOW! en 2011 y transmitió sus programas en ciudades selectas.
Los eventos en vivo se organizaron en 2012 y 2013 en Las Vegas en el Eastside Cannery Casino and Hotel. En diciembre de 2014, WOW – Women of Wrestling anunció su lanzamiento a los medios digitales con una plataforma comercializada en 2015 como "WOW Superheroes".
El nuevo contenido se produjo en 2016 desde el Teatro Belasco en Los Ángeles para su distribución en el sitio web [WOWE.com] de la compañía. El 20 de abril de 2017, MGM Television Studios, encabezado por Mark Burnett, se asoció con McLane and Buss para producir y distribuir contenido nuevo en varias plataformas de medios.
El 18 de junio de 2018, The Hollywood Reporter anunció que McLane y sus socios comerciales Jeanie Buss y Mark Burnett contrataron a AXS TV de Mark Cuban para la transmisión de eventos en vivo de WOW a partir de principios de 2019. En el verano de 2019, el CEO de AXS TV, Andrew Simon, anunció en una transmisión en vivo que Women of Wrestling obtuvo las calificaciones más altas y la participación en las redes sociales de cualquier programa en los 17 años de historia de la red de cable.
El 6 de octubre de 2021, en lo alto del Circa Resort & Casino en Las Vegas, el presidente de distribución global de ViacomCBS, Dan Cohen, junto con los productores ejecutivos de McLane y WOW, Jeanie Buss y AJ Méndez, anunciaron que ViacomCBS había firmado un acuerdo de distribución de varios años para WOW. Para McLane, este acuerdo de derechos de medios histórico y exclusivo brinda a WOW las mayores oportunidades de distribución para los EE. UU. y el extranjero en la historia de la lucha profesional femenina.

## Polo

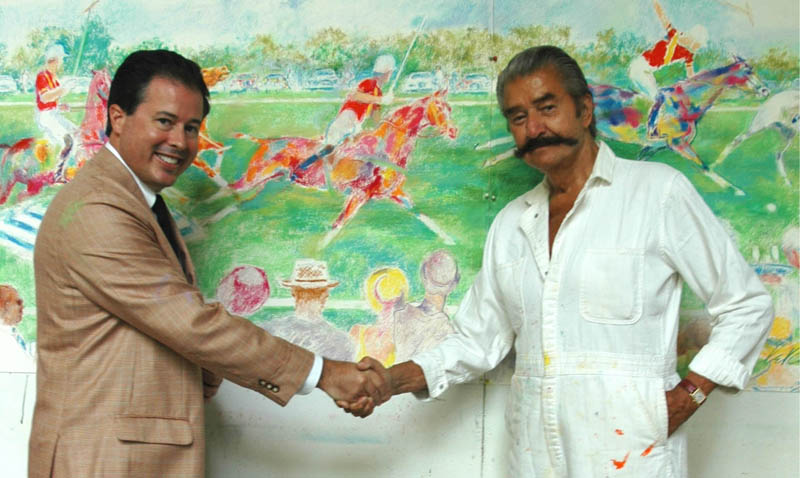
David McLane con artista LeRoy Neiman y su mural de la Triple Corona de Polo

En 2003, McLane desarrolló otra nueva empresa con ESPN, la Triple Corona de Polo (TCP). La serie de campeonatos se transmitió a nivel nacional en ESPN2 durante los fines de semana e internacionalmente a 196 mercados en doce idiomas diferentes por la red ESPN International hasta 2009. Las asociaciones de marketing con los patrocinadores de alto nivel Tiffany & Co. y Lexus ayudaron a impulsar el TCP a uno de los torneos más prestigiosos. dentro del "Deporte de los Reyes". En 2019, el Aspen Valley Polo Club recibió al equipo Audi que derrotó al equipo Flexjet para ganar la final de temporada de TCP.
En el último fin de semana de agosto de 2021, los fanáticos que asistieron al Aspen Valley Polo Club presenciaron cómo el equipo TonKawa encabezado por Jeff Hidebrand, Marc Ganzi, Gonzalito Pieres y Juan Bollini derrotaron al equipo NetJets por 9-8 en tiempo extra para llevarse la etapa de Aspen de la World Polo League. Triple Corona de Polo.

## Mercadeo
Con su historial de llevar productos del concepto al mercado, en 2008, McLane fue contratado por una empresa emergente de productos no farmacéuticos/nutracéuticos para gestionar su puesta en marcha. Tras la finalización de los ensayos clínicos, McLane supervisó la entrada de tres productos en el mercado estadounidense a través de televisión de respuesta directa, en línea y medios impresos. El producto principal de la compañía, un supresor del apetito, llamado Livea está pendiente de patente y fue respaldado por el subcampeón de la tercera temporada de The Biggest Loser de NBC, Kai Hibbard.